# Arnošt Procházka
Arnošt Procházka (ur. 15 listopada 1869, zm. 16 stycznia 1925) – czeski krytyk literacki oraz krytyk sztuk pięknych, tłumacz modernistycznej literatury europejskiej; jeden z głównych przedstawicieli czeskiej dekadencji.
W 1894 razem z Jiřím Karáskem ze Lvovic założył czasopismo literackie „Moderní revue”, w którym były publikowane dzieła przede wszystkim przedstawicieli czeskiej i francuskiej dekadencji. Na łamach tego pisma współpracował m.in. ze Stanisławem Przybyszewskim, Emanuelem z Lešehradu i Karelem Hlaváčkem.

## Dzieło
- Prostibolo duše (Praga: Moderní revue, 1895 – liryka dekadencka)
- Odilon Redon (1906)
- Cesta krásy (Droga piękna; 1906)
- Literární siluety a studie (Siluety i studia literackie; 1912)
- Meditace (Medytacje; Praga: Kamilla Neumannová, 1912)
- České kritiky (Czeskie krytyki; Praga: Moderní revue: Springer, 1912)
- Francouzští autoři a jiné studie (Autorzy francuscy i inne studia; 1912)
- Na okraj doby (Pod koniec epoki; 1912)
- Polemiky (Polemiki; 1913)
- Rozhovory s knihami, obrazy a lidmi (Polemiki z książkami, obrazami i ludźmi, 1916)
- Tanec smrti (Taniec śmierci; 1917)
- Diář literární a umělecký (Notatnik literacki i artystyczny; 1919)
- Němečtí vlkodlaci (Wilkołaki niemieckie, 1921)
- Dnové života (Dnie życia; 1922)
- Soumrak (Zmierzch; 1924)
- Torza veršů, torza prózy (Torso poezji, torso prozy; 1925)
- Relikviář (Relikwiarz; 1928)